# La Ferté-Macé
La Ferté-Macé – miejscowość i gmina we Francji, w regionie Normandia, w departamencie Orne. W 2013 roku populacja gminy wynosiła 6061 mieszkańców. 
12 stycznia 2016 roku połączono dwie wcześniejsze gminy: La Ferté-Macé oraz Antoigny. Siedzibą gminy została miejscowość La Ferté-Macé, a nowa gmina przyjęła jej nazwę. 

## Współpraca
- Neustadt am Rübenberge, Niemcy
- Ludlow, Wielka Brytania
- Savoigne-Biffèche
- Saint-Maurice, Kanada